# François Michel Le Tellier, Marquês de Louvois
François Michel Le Tellier, Marquês de Louvois (18 de janeiro de 1641 - 16 de julho de 1691) foi o Secretário de Estado da Guerra francês durante uma parte significativa do reinado de Luís XIV. Ele é comumente referido como "Louvois".  Junto com seu pai, Michel Le Tellier, ele supervisionou um aumento no número do Exército Francês, chegando a 340 mil soldados, um exército que travaria quatro guerras entre 1667 e 1713. Louvois foi o principal conselheiro militar e estratégico de Luís XIV, que transformou o exército francês num instrumento de autoridade real e de política externa.
De acordo com Cathal Nolan, ele criou o Regimento do Rei em 1663 e fundou o regimento de Artilharia Real em 1673. Essas inovações influenciaram os planejadores militares fora da França. Louvois procurou novas guerras como forma de concentrar mais poder e riqueza nas suas próprias mãos. Ele reorganizou o Exército Francês e exerceu controle estrito sobre os oficiais, o que resultou em tempos de resposta tática e operacional mais lentos. Ele teve mais sucesso na atualização da logística para exércitos em movimento. Aprimorou o sistema de revistas deixado por seu pai e introduziu fornos portáteis para assar pão nos dias de parada. Acumulou grãos e carroções suficientes para fornecer aos seus exércitos 200 mil rações por dia durante até seis meses durante a Guerra Franco-Holandesa (1672-1678). Isso ajudou a garantir as primeiras vitórias do rei francês. Apesar de suas falhas, Louvois é apreciado pelos historiadores por criar o papel de "Ministro da Guerra" exercido por um civil.

## Início de vida
Louvois nasceu em Paris em 18 de janeiro de 1641, filho de Michel Le Tellier e Élisabeth Turpin. Ele recebeu instruções de seu pai na gestão de assuntos de estado. O jovem conquistou a confiança do Rei e, em 1666, sucedeu ao pai como Ministro da Guerra. 
Seus talentos foram notados pelo Visconde de Turenne na Guerra de Devolução (1667-1668), que lhe deu instruções na arte de fornecer apoio logístico aos exércitos. Após a paz de Aix-la-Chapelle, Louvois dedicou-se à organização do exército francês. Os anos entre 1668 e 1672, diz Camille Rousset, "foram anos de preparação, quando Lionne trabalhava com todas as suas forças para encontrar aliados, Colbert para encontrar dinheiro e Louvois soldados para Luís".
O homem da máscara de ferro, cujo nome foi dado como Eustache Dauger, foi mencionado pela primeira vez em uma carta escrita por Louvois, datada de 19 de julho de 1669.

## Trabalho

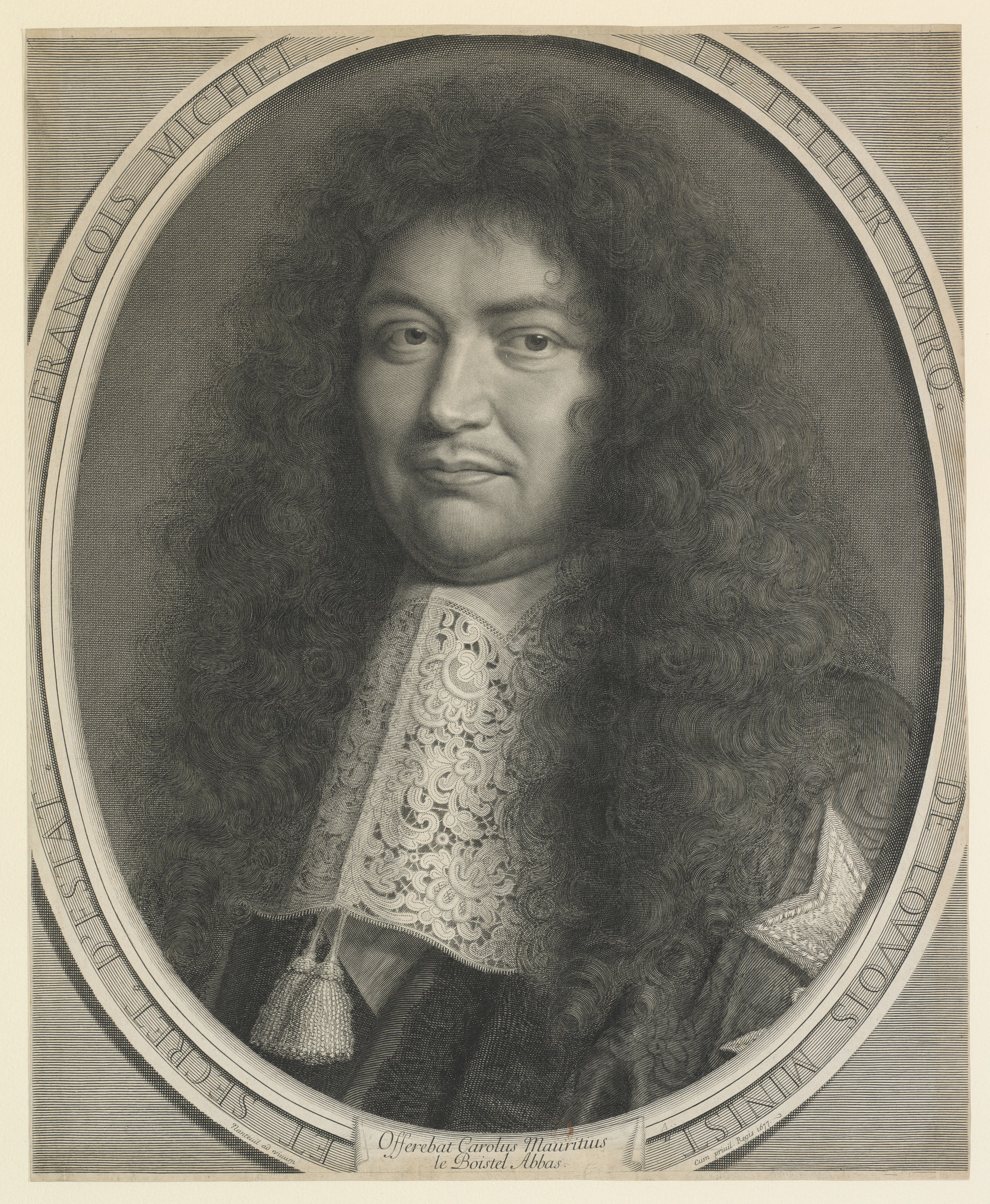
Retrato gravado em vida em 1677 por Robert Nanteuil.

O trabalho de Louvois nesses anos está ligado ao desenvolvimento histórico do exército francês e dos exércitos em geral. Devem ser mencionados a reorganização das ordens militares de mérito por Louvois, a fundação do Hôtel des Invalides e a conscrição quase forçada da nobreza e da pequena nobreza da França, na qual Louvois executou parte das medidas de Luís para conter o espírito de independência pelo serviço no exército ou na corte.
O sucesso de suas medidas pode ser visto nas vitórias da Guerra Franco-Holandesa de 1672-1678. Depois dos Tratados de Nimega, Louvois foi altamente favorecido, seu pai foi nomeado chanceler e a influência de Colbert estava diminuindo. Os dez anos de paz entre 1678 e 1688, foram marcados na história francesa pela ascensão da Madame de Maintenon, a captura de Estrasburgo e a revogação do Édito de Nantes, em todos os quais Louvois teve um papel proeminente. A tomada de Estrasburgo em 1681, em tempo de paz, não foi apenas planeada mas executada por Louvois e Monclar. Uma cláusula salvadora na revogação do Édito de Nantes, que previa alguma liberdade de consciência, se não de culto, Louvois anulou veementemente com a frase "Sa majesté veut qu'on fasse sentir les dernières rigueurs a ceux qui ne voudront pas se faire de sa religion" ("Sua Majestade deseja a pior aspereza para aqueles que não participam de sua religião").
Ele reivindicou também o crédito de inventar as "dragonadas", que foi uma política implementada por Luís XIV em 1681 para forçar os protestantes franceses conhecidos como huguenotes a se converterem ao catolicismo. Também mitigou as depredações dos soldados apenas na medida em que a licença concedida era prejudicial à disciplina. A disciplina, de fato, e a completa sujeição à autoridade real eram a fé política de Louvois.

## Últimos anos
Colbert morreu em 1683 e foi substituído por Claude Le Pelletier, um adepto de Louvois, como controlador-geral das finanças, e pelo próprio Louvois em seu Ministério de Edifícios Públicos (Secretário de Estado da Casa do Rei), que ele considerou ser o ministro capaz de satisfazer o rei em seus dois passatempos favoritos, guerra e construção. Louvois conseguiu supervisionar os sucessos dos primeiros anos da guerra da Liga de Augsburgo. Em 1688, Le Tellier iniciou a coleção de modelos em escala das fortalezas francesas que hoje é o Museu de Modelos Militares de Paris. No entanto, ele morreu repentinamente de apoplexia depois de deixar o gabinete do Rei em 16 de julho de 1691. Voltaire afirma em Le Siecle de Louis XIV que Louvois morreu enquanto tomava água em Balaruc. Sua morte súbita causou suspeita de veneno.

## Legado
Louvois moldou significativamente as Forças Armadas Francesas como Secretário de Estado da Guerra sob Luís XIV. Ele expandiu o exército francês para 340 mil soldados, criou regimentos influentes e aprimorou a logística militar, com a introdução de fornos portáteis e a melhoria do sistema de revistas. Louvois fundou o Hôtel des Invalides e reorganizou as ordens militares de mérito. A história francesa frequentemente o compara a Carnot, já que ambos tiveram que reorganizar os exércitos usando recursos existentes e novos sistemas, além de estarem comprometidos com o bem-estar dos soldados. Apesar dos seus métodos inescrupulosos na sua vida privada e no seu trabalho, incluindo medidas duras contra huguenotes, Louvois é creditado por estabelecer o papel do "Ministro da Guerra" civil, deixando um impacto duradouro na administração militar da França.

## Família

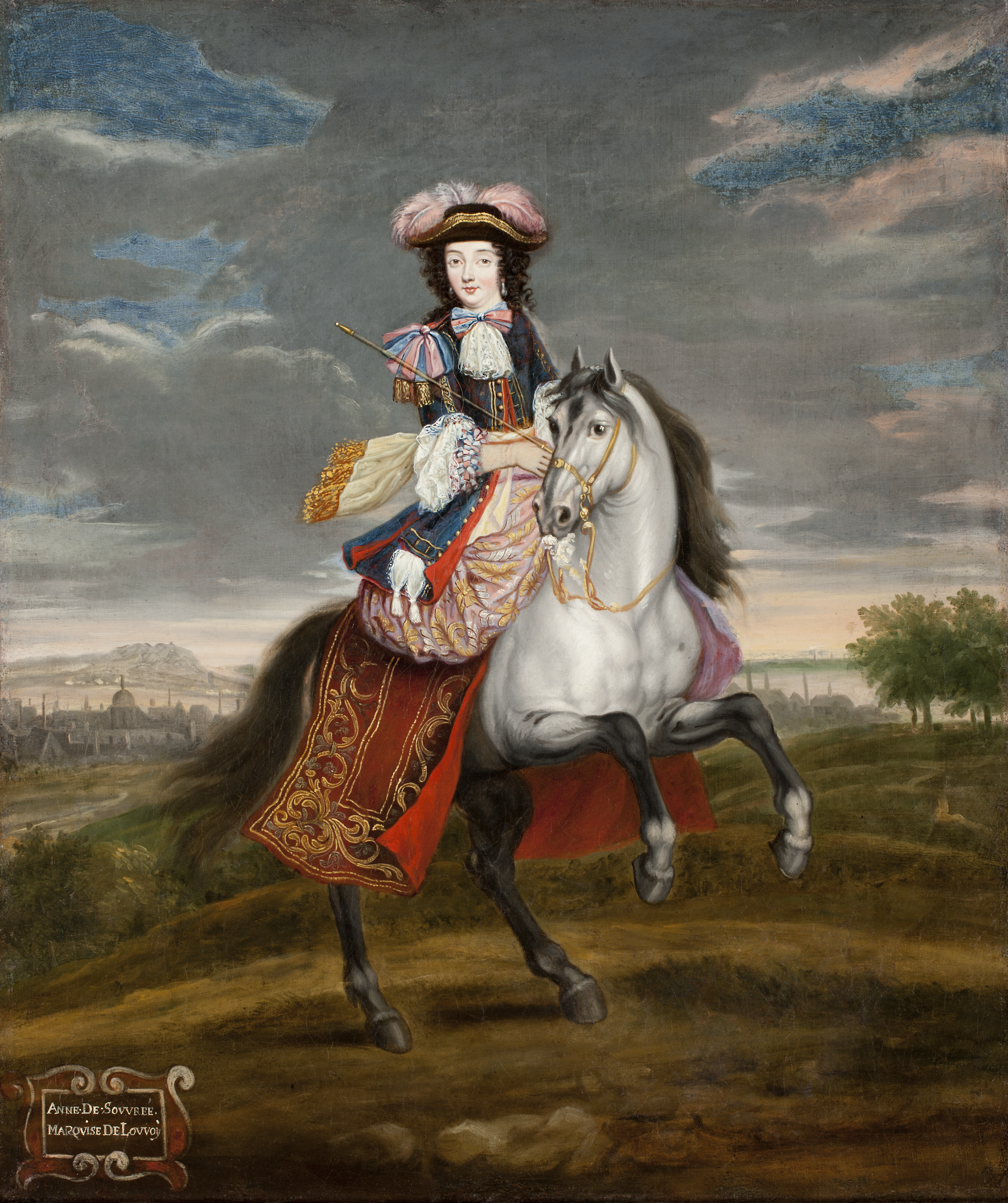
Retrato de Anne de Souvree, 1670

Louvois, por meio de um matrimônio arranjado por seu pai, casou-se com uma herdeira, Anne de Souvré, Marquesa de Courtenvaux.
Ele teve seis filhos com Anne:
- Michael François, Marquês de Courtanvaux, que se casou com a filha de Jean II d'Estrées;
- Madeleine Charlotte (1665–1735), que se casou com François de La Rochefoucauld, 4º Duque de La Rochefoucauld (1663–1728);
- Louis-Nicolas, Marquês de Souvré;
- Louis François Marie Le Tellier, Marquês de Barbezieux (1668-1701);
- Camille le Tellier de Louvois, clérigo francês (1675-1718);
- Margaret (falecida em 1711), casou-se com Louis Nicolas de Neufville de Villeroy, Marquês de Alincourt.